# Green Valley (Arizona)
Pour les articles homonymes, voir Green Valley.
Green Valley est une communauté non incorporée située dans le comté de Pima en Arizona.
En 2020, sa population était de 22 616 habitants.